# أوغور أردوغان
أوغور أردوغان (بالتركية: Uğur Erdoğan)‏ (1987 في تركيا - ) هو لاعب كرة قدم تركي في مركز الوسط. لعب مع أوردو سبور وإسطنبول سبور ودنيزلي سبور وغازي عنتاب بي.بي.كي وغلطة سراي وفتحية سبور ويني ملطية سبور وKartal S.K. ‏ وSarıyer S.K. ‏ وÜnyespor ‏ وKörfez SK ‏.

## وصلات خارجية
- أوغور أردوغان على موقع اتحاد تركيا (لاعب) (الإنجليزية)
- أوغور أردوغان على موقع قاعدة بيانات كرة القدم.إي يو (الإنجليزية)
- أوغور أردوغان على موقع Soccerway.com (الإنجليزية)